# 陸修偕行社
公益財団法人陸修偕行社（りくしゅうかいこうしゃ）は、日本の公益財団法人。大日本帝国陸軍元将校・士官候補生・将校生徒・軍属高等官および、陸上自衛隊元幹部の親睦組織。
この項目では、かつて存在した「偕行社」（かいこうしゃ）および、「陸修会」（りくしゅうかい）についても概略する。

## 概要
陸修偕行社の前身は戦前に帝国陸軍の将校准士官の親睦・互助・学術研究組織として設立された同名の「偕行社」（旧偕行社）で、戦後は旧陸軍将校・士官候補生（主に本科たる陸軍士官学校生徒と陸軍航空士官学校生徒）・将校生徒（主に陸軍予科士官学校生徒や陸軍幼年学校生徒）・軍属高等官（将校待遇の陸軍軍属たる文官）のOB・OGの親睦・互助・学術研究組織として運営されてきた。機関紙『偕行』や、戦史資料集、詔勅集など幾つかの書籍の発行活動も実施していた。
元々が旧陸軍の組織であったため、戦後も正会員は上述の陸軍出身者に限られていたが会員の高齢化が進み、1992年（平成4年）に18,715人を数えた会員も物故による退会者が毎年500名を数える状況になり、2001年（平成13年）の評議会において規則が改定され、主として陸自元幹部自衛官の正会員資格が認められるようになった
2011年（平成23年）2月1日に偕行社が公益財団法人に認定されたことに伴い、「英霊に敬意を。日本に誇りを。」を組織の理念とした。偕行社の果たす役割として、戦没者・自衛隊殉職者等の慰霊・顕彰、日本の安全保障問題に関する提言、自衛隊に対する協力を挙げた。
2022年4月27日、偕行社からの将来的な移行組織として陸上自衛隊元幹部によるOB組織「陸修会」が結成された。当初より陸修会は偕行社の事業を段階的に承継することとされていたが、最終的には2団体の合併の方針となり、2024年4月1日、偕行社を存続団体として陸修会と合併、新たに公益財団法人陸修偕行社として発足した。

## 名の由来
会名の「偕行」は詩経秦風「無衣」の、「王于興師 修我甲兵 与子偕行」に由来する。同節は「帝王が軍を発したならば、私は鎧と武器を整え、貴方と偕に戦いに行こう」、つまり「共に行く」「共に入軍する」の意。

## 歴史

### 戦前

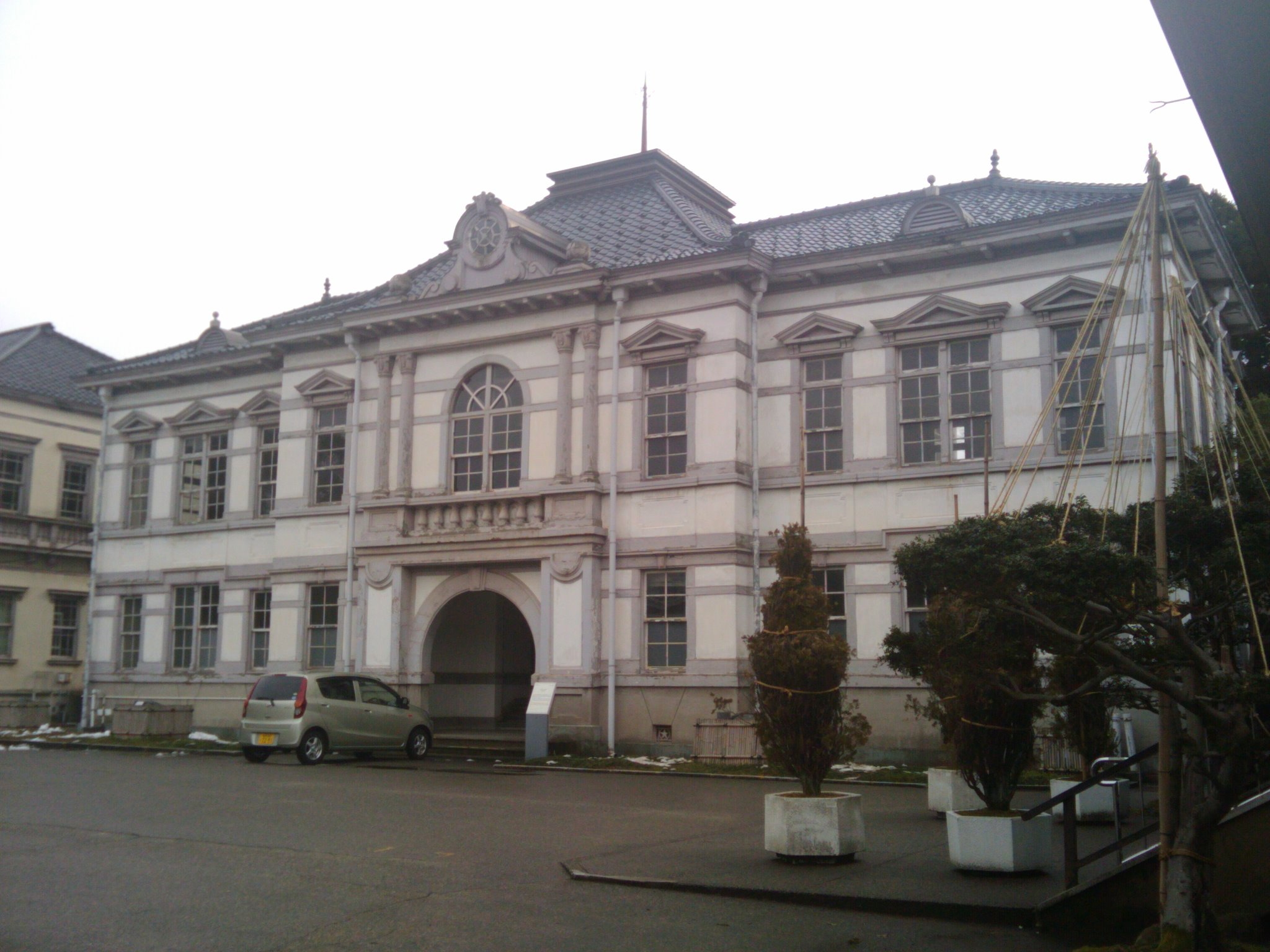
旧金沢偕行社

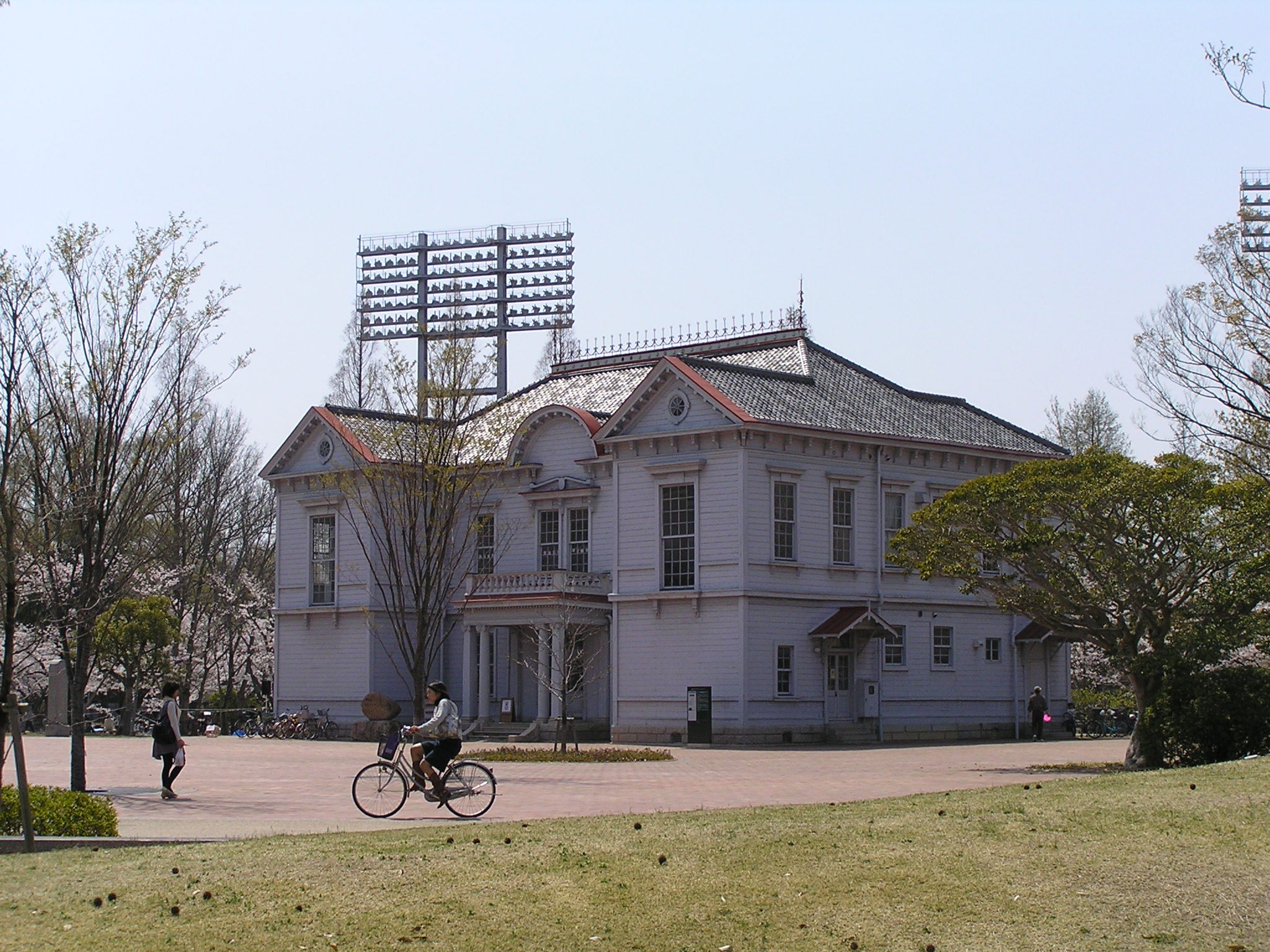
旧岡山偕行社

帝国陸軍の創建まもない1877年（明治10年）2月15日、陸軍将校の集会所・社交場（将校倶楽部）や一種の迎賓館として東京府九段に集会所（九段偕行社/東京偕行社）が設立されたことに始まり、以降各地の師団司令部所在地に偕行社が設立された。偕行社は財団法人として、現役・予備役を問わず陸軍将校准士官ら会員同士の親睦、学術（世界戦史/軍事史・戦術・戦略・兵器等）研究や論文発表とそれらを掲載した「偕行社記事」の刊行、陸軍軍人の英霊奉賛と、戦争・事変・事件犠牲者の救済を主な活動としていた。運営は会員である陸軍将校の会費によってなされた。
また、偕行社は一種の企業としても一大組織であり、各地の偕行社では将校准士官および見習士官を対象とする軍服を筆頭とする各種軍装品（軍服（冬衣袴・夏衣袴・防暑衣袴・外套・マント・正衣袴ほか）、軍帽・略帽・正帽、手套・シャツ・パンツ・袴下・襟布・袖布・カフリンクス、軍靴（長靴・短靴・半靴・編上靴）、脚絆・革脚絆、軍刀・指揮刀・刀帯、拳銃・拳銃嚢・双眼鏡から、陸軍記念日や陸軍特別大演習といった行事の記念品などの製作・販売、および陸軍将校や関係者用の喫茶店・旅館（各地の偕行社に付属）、学校の経営なども広く手がけていた。
偕行社製の被服には「Kaikosha」「偕行社」「陸軍偕行社軍需部」「九段偕行社」「大阪偕行社酒保部」の文字に「桜」や「五芒星」などが描かれたタグが付され、基本であったテイラー・メイドの仕立て品のみならず、太平洋戦争（大東亜戦争）期には広く流通した既製服（通称「吊るし」）も販売され、多くの陸軍将校准士官が偕行社製の軍装品を利用した。
大阪偕行社（第4師団）は付属の私立学校たる小学校（大阪偕行社付属小学校）を有しており、これは名門小学校として陸軍幼年学校進学を目指す高級軍人子弟のみならず、財界・法曹界・医学界といった上流階級の子弟を主な生徒として有していた（大阪偕行社付属小学校は戦後に追手門学院小学校となる）。このほか、旭川偕行社付属北鎮小学校（現：旭川市立北鎮小学校）や広島偕行社附属済美小学校が存在し、またいずれも名門小学校であった。なお、大阪偕行社は附属中学校をも設立していた（大阪偕行社附属中学校は第二山水中学校、香里中学校・高等学校を経て現在の同志社香里中学校・高等学校となる）。

### 戦後
第二次世界大戦敗戦により偕行社は一時解散したが、1951年（昭和26年）頃から有志が集まり帝国陸軍の伝統を継ぐものとして翌1952年（昭和27年）に「偕行会」として復活、1957年（昭和32年）12月28日に名称をかつての「偕行社」に戻し財団法人化された（「財団法人偕行社」）。なお、旧海軍において偕行社に相当する親睦組織・水交社は戦後に「水交会」として復活したものの、旧陸軍の伝統を継承し会名を元に戻した偕行社とは異なり、水交会のまま現在に至る。また、戦後に発足した航空自衛隊では、1965年（昭和40年）に親睦団体として「つばさ会」を新規に発足した。旧海軍・海上自衛隊の水交会は海自関係者（現職者・退職者・遺族・家族）が全会員の半数に上り、航空自衛隊のつばさ会は全員が空自退職者であるが、偕行社では2006年（平成18年）末には陸自関係者630人程に留まっていた。しかしながら、将来の陸自の国軍（陸軍）化を睨み偕行社も伝統の継承へ乗り出しており、2006年4月には陸上幕僚長から各陸自部隊宛に「会の活動を支援せよ」との通達が発され、翌2007年（平成19年）からの1年間で400人もの幹部自衛官OBが新入会し、2010年（平成22年）3月末における会員数は約10,000人（内：元幹部自衛官約1,000人）となった。2011年（平成23年）2月1日には公益財団法人の認定を受け、「財団法人偕行社」から「公益財団法人偕行社」へ移行。2021年（令和3年）4月における会員数は約4,500人（内：元幹部自衛官約3,500人）。
2018年（平成30年）6月14日に偕行社理事長に就任した森勉元陸上幕僚長は「就任のご挨拶」において、陸上自衛隊の幹部自衛官の修養研鑽と相互の親和団結を目的として、1954年（昭和29年）9月に駐屯地ごとに結成された陸上自衛隊修親会の「OB会」としての機能を（偕行社が）果たしていきたいとしている。
2021年（令和3年）7月31日、今後偕行社は、陸軍の元将校から陸上自衛隊の元幹部に継承されていくことから、「元幹部自衛官にとって夢が持てかつ財政状況に見合ったコンパクトな、陸上自衛隊を支援する新たな体制への移行が必須」だとして、国家としての慰霊及び追悼の在り方、偕行社としての慰霊顕彰及び追悼の在り方を明らかにしている。
同年8月、偕行社の年度決算の赤字が逐年増加し、「10年を出でずに偕行社の存続は難しい状況」となっていることから、状況改善のための合理化の一環として支出の多くの部分を占めている社屋の借り上げ費用を削減するために九段南・翠ビル4階から、市ヶ谷台の防衛省近くにある四谷坂町・VORT（ボルト）四谷坂町5階への事務所移転が行なわれた。また、今まで偕行社は4000円会費の会員と1000円会費の会員に分かれており、元幹部自衛官の会員を2000名にすることを目標に1000円会員を設定して入会者を増やし、2年間で目標の2000人を達成していた。しかし、普通会員は減少を続け、最近の入会者（元幹部自衛官）は1000円会員ばかりという状況であった。このため、令和4年度初頭からは偕行社の維持存続のために一律に会費を5000円とすることが決定した。ほか、偕行社の財政上の理由により、『偕行』を毎月発行から隔月発行に変更することとなった。
2022年4月27日、偕行社からの将来的な移行組織として陸修会が発足し、同日設立総会が開催された。偕行社は従来、旧陸軍（陸軍士官学校ならびに陸軍幼年学校）出身者が主体であったが、会員ならびに関係者の高齢化に伴う事業の承継が長年の課題となっていた。会の目的は「陸上自衛隊、特に幹部自衛官を通じての必要な協力及び支援、陸上自衛隊殉職隊員等の慰霊顕彰等を行うとともに防衛基盤の強化拡充を図るなど、陸上自衛隊の発展に寄与し、併せて会員相互の研鑽及び親睦を図ること」としていた。偕行社と陸修会は別個の組織であるが、今後は陸修会が偕行社の事業を段階的に承継することが期待された。2024年4月1日、偕行社を存続団体として陸修会と合併、新たに公益財団法人陸修偕行社として発足した。

## 会館

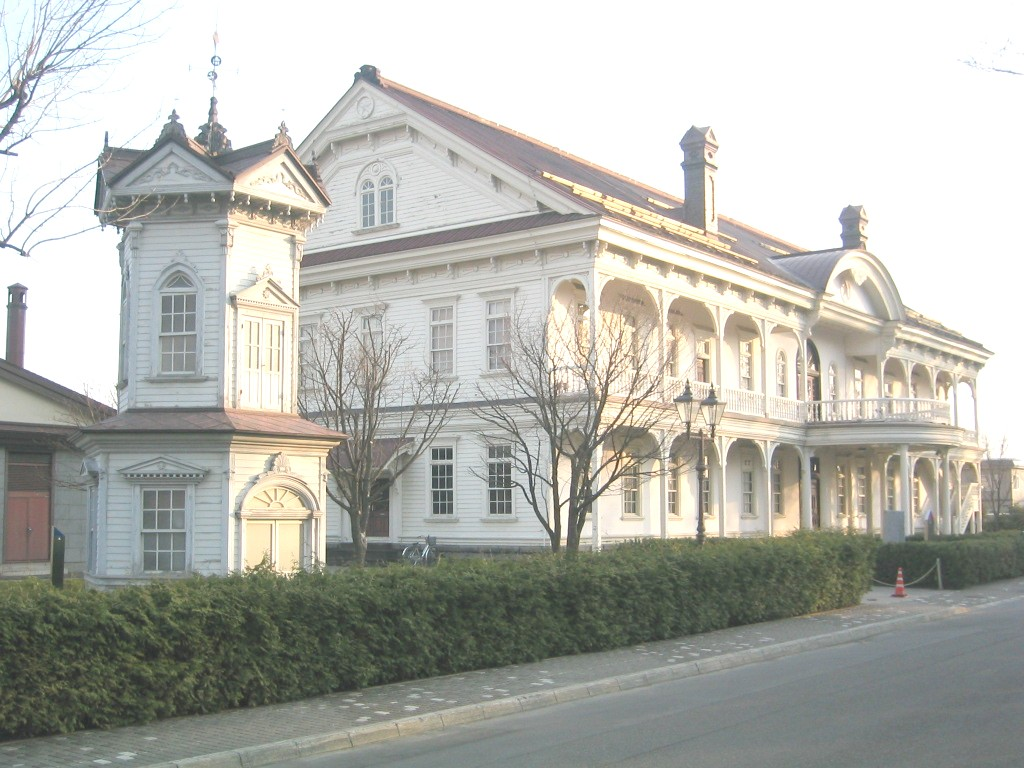
旧旭川偕行社

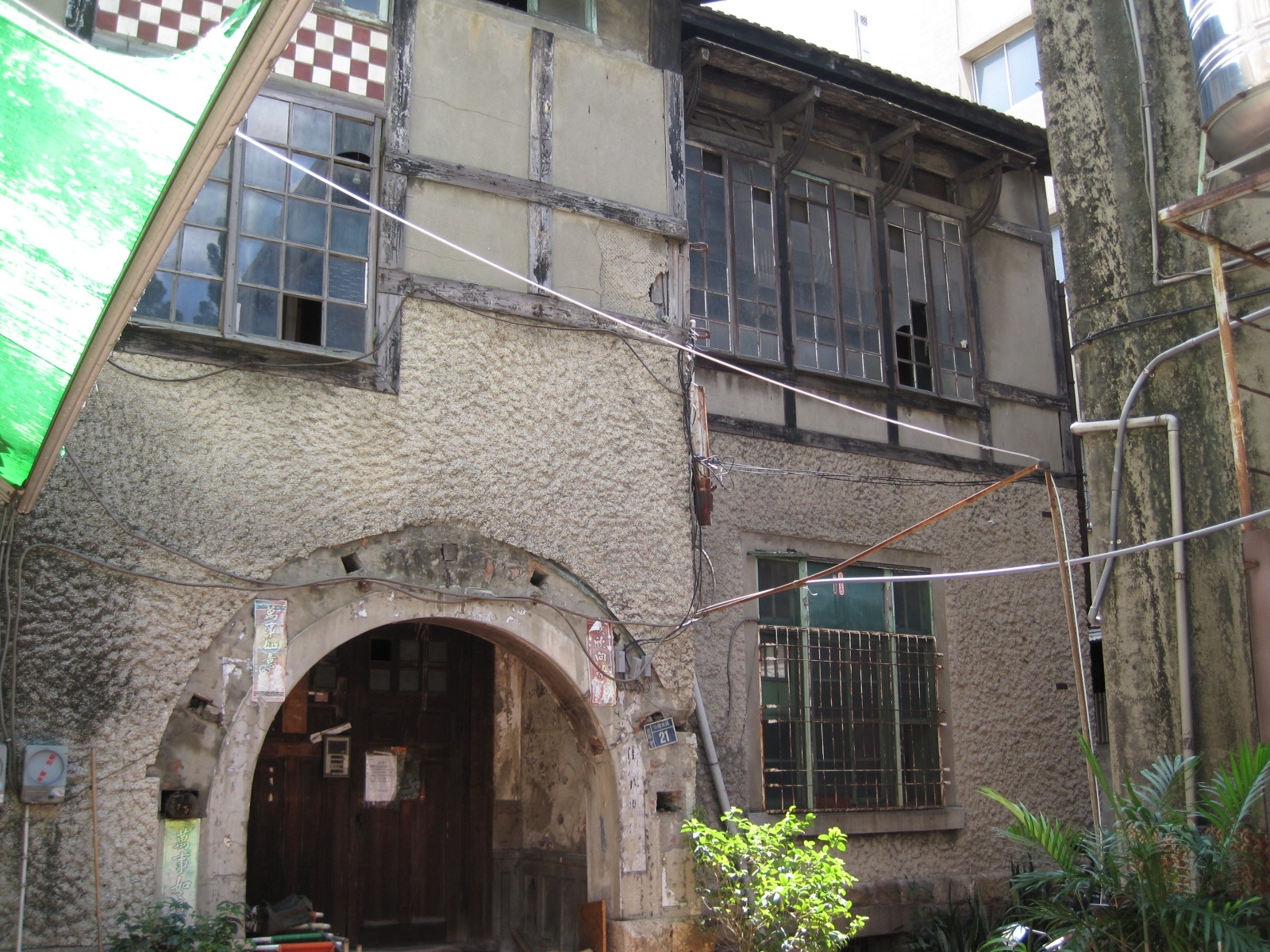
台湾の旧台南偕行社

戦災を免れた日本全国および外地の旧偕行社の会館は、進駐軍の接収（アメリカ軍のクラブ化）などを経て多数が現存している。主なものとしては、旭川市の旧旭川偕行社（第7師団）、弘前市の旧弘前偕行社（第8師団）、金沢市の旧金沢偕行社（第9師団）、善通寺市の旧善通寺偕行社（第11師団）、豊橋市の旧豊橋偕行社（第15師団）、岡山市の旧岡山偕行社（第17師団）、台湾・台南市の旧台南偕行社（台湾軍）等。
特に旧旭川偕行社は「中原悌二郎記念旭川市彫刻美術館」として、旧弘前偕行社は「弘前厚生学院記念館」として使用され、旧善通寺偕行社は本館横に新設した別棟を「偕行社かふぇ」として開放している他、自衛官等の採用試験会場、第14音楽隊定期演奏会場、ふれあいパーティなど自衛隊と地元住民との交流の場として、また結婚式会場としても使用されている。これらは重要文化財の指定（国指定）を受けている。
旧金沢偕行社は第9師団司令部庁舎ともども石川県庁の分室として使用され、かつ県指定有形文化財に指定。2020年に隣接する本多の森公園へ移築・復原し、「東京国立近代美術館工芸館（通称・国立工芸館）」として再活用される。旧岡山偕行社は岡山県総合グラウンドのクラブハウスとして使用され、国の登録有形文化財に登録されている。

## 歴代社長・会長・理事長
戦前はその時々の陸軍大臣が偕行社社長を兼務した。戦後しばらくは畑俊六元帥陸軍大将など元将官らが偕行社会長を、1980年代以降は帝国陸軍出身の元将校・士官候補生が務めていた。公益財団法人移行後の現在の偕行社理事長は、防衛大学校出身（18期）で陸上幕僚長たる陸将だった火箱芳文である。

### 一覧（戦後）
偕行社
- 鈴木孝雄：1954年（昭和29年）4月18日 - 1958年（昭和33年）7月20日
- 畑俊六：1958年（昭和33年）7月21日 - 1962年（昭和37年）5月10日（在任中逝去）
- 山脇正隆：1963年（昭和38年）2月6日 - 1969年（昭和44年）1月28日
- 菰田康一：1969年（昭和44年）1月29日 - 1974年（昭和49年）12月31日
- 辰巳栄一：1975年（昭和50年）1月1日 - 1978年（昭和53年）12月31日
- 杉山茂（会長）：1979年（昭和54年）1月1日 - 1980年（昭和55年）12月31日
- 小林友一（理事長）：1979年（昭和54年）1月1日 - 1984年（昭和59年）3月12日
- 竹田恒徳（会長）：1981年（昭和56年）1月1日 - 1989年（平成元年）12月31日
- 白井正辰（会長）：1990年（平成2年）1月1日 -
- 原多喜三：1995年（平成7年） -
- 役山明：2003年（平成15年） -
- 山本卓眞：2005年（平成17年） -
- 志摩篤：2012年（平成23年） -
- 冨澤暉：2016年（平成28年） - 2018年（平成30年）6月13日
- 森勉：2018年（平成30年）6月14日 - 2023年（令和5年）6月15日
- 火箱芳文：2023年（令和5年）6月16日 - 2023（令和6年）年3月31日

陸修偕行社
- 火箱芳文：2024年（令和6年）4月1日 -

## 社会活動

### 靖国偕行文庫
偕行社から靖国神社に建物と旧蔵書を奉納（寄贈）し、1999年（平成11年）より靖国偕行文庫として公開されている。同文庫には水交会から奉納（寄贈）された書籍も含まれるという。靖国神社公式サイトでは「靖国神社に鎮まる英霊の戦歿された当時の調査資料を整備し、その御遺徳を顕彰するとともに、後世の研究に資することを目的とした図書館」と説明されている。

### 南京戦史
偕行社が、会員の日本軍人からの聞き取り調査に基づいて編集し、1989年に刊行した『南京戦史』では、日本軍が南京事件で殺害した中国人市民（捕虜や軍服を脱いで市民に紛れた中国兵は含まず）の数を、偕行社が確認できた範囲での証拠に基づく推定として、1万5760人と算出した。
当初、南京事件が「なかった」ことを証明するために、南京攻略戦に参加した軍人に証言や日記などの資料の提出を求めて編纂する予定だったが、予想に反して、市民と捕虜の大量殺害を裏付ける証言記録が数多く寄せられたため、南京事件が事実であることを認めて反省する資料集として編纂された。

### その他
- 偕行社日露戦史刊行委員会 編著『大国ロシアになぜ勝ったのか---日露戦争の真実』芙蓉書房出版、2006年 ISBN 4-8295-0373-4
- 2009年9月、軍事史学会と偕行社近現代史研究会が主催し、シンポジウム「ノモンハン事件と国際情勢」が開催された。